# Jacques-Paul Bertrand
Pour les articles homonymes, voir Bertrand (patronyme).
Jacques-Paul Bertrand, né le 27 avril 1930 à Boulogne-Billancourt (Seine) et mort le 24 février 2006 à Marseille (Bouches-du-Rhône), est un producteur et réalisateur français,.

## Filmographie

### Réalisateur
- 1970 : La Servante
- 1974 : C'est plus facile de garder la bouche ouverte...

### Producteur
- 1961 : Dynamite Jack de Jean Bastia
- 1963 : Les Motorisées (Le motorizzate) de Marino Girolami
- 1963 : Le Bon Roi Dagobert de Pierre Chevalier
- 1964 : Queste pazze pazze donne (it) de Marino Girolami
- 1964 : Clémentine chérie de Pierre Chevalier
- 1964 : Les Sentiers de la haine (Il piombo e la carne) de Marino Girolami
- 1964 : Les Terreurs de l'Ouest (I magnifici brutos del West) de Marino Girolami
- 1965 : On meurt à Tucson (it) (Per un dollaro a Tucson si muore) de Cesare Canevari
- 1965 : Le Lit à deux places (Racconti a due piazze) de Gianni Puccini et Jean Delannoy
- 1966 : Le Chevalier à la rose rouge (Rose rosse per Angelica) de Steno
- 1966 : Les Sultans (L'amante italiana) de Jean Delannoy
- 1966 : La Fantastique Histoire vraie d'Eddie Chapman (Triple Cross) de Terence Young
- 1968 : Caroline chérie de Denys de La Patellière
- 1969 : Si douces, si perverses (Così dolce... così perversa) d'Umberto Lenzi
- 1970 : L'Amour de Richard Balducci